# Compton (cràter)

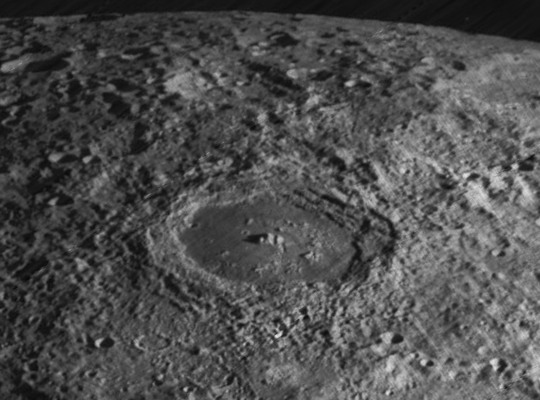
Fotografia de la missió Lunar Orbiter 4 (1967)

Compton és un prominent cràter d'impacte que es troba en l'hemisferi nord de la cara oculta de la Lluna. Es troba a l'est de la Mare Humboldtianum, i al sud-oest de la plana emmurallat del cràter Schwarzschild. Al sud-est de Compton es troba el cràter Swann, molt erosionat.
Aquesta formació és aproximadament circular, amb una àmplia vora exterior, notablement irregular i que varia considerablement d'amplada. Parts de la paret interna estan terraplenades, formant amplis graons al llarg de la vora. L'interior del cràter ha tornat a formar-se pel flux de lava present en algun moment del passat. Aquesta superfície té una albedo més baixa que l'entorn, la qual cosa suposa una tonalitat lleugerament més fosca.
En el punt central de la planta apareix una formació de muntanyes que componen el pic central. Aquest pic està envoltat per un anell semicircular de pujols que es troben en el costat centre-oest de l'interior del cràter, formant elevacions irregulars a través de la superfície coberta de lava distribuïdes de forma anàrquica.
L'interior també conté un conjunt de rimes primes dins de l'anell de pujols, sobretot en la part del nord-oest del sòl del cràter. A part d'un petit cràter en forma de bol prop de la vora oriental, el fons només conté uns pocs cràters minúsculs.

## Cràters satèl·lit
Per convenció aquests elements són identificats en els mapes lunars posant la lletra en el costat del punt central del cràter que està més prop de Compton.
| |                                        |          |
| \| Compton \| Coordenades \| Diàmetre \| \| ------- \| -------------------------------------- \| -------- \| \| E \| 55° 24′ N, 113° 24′ E / 55.4°N,113.4°E \| 19 km \| \| R \| 52° 36′ N, 91° 30′ E / 52.6°N,91.5°E \| 37 km \| \| W \| 58° 36′ N, 97° 12′ E / 58.6°N,97.2°E \| 16 km \| |                                        |          |
| Compton | Coordenades                            | Diàmetre |
| E | 55° 24′ N, 113° 24′ E / 55.4°N,113.4°E | 19 km    |
| R | 52° 36′ N, 91° 30′ E / 52.6°N,91.5°E   | 37 km    |
| W | 58° 36′ N, 97° 12′ E / 58.6°N,97.2°E   | 16 km    |